# 2023년 세계 박람회
2023년 세계 박람회는 2023년 1월 15일부터 4월 15일까지 아르헨티나의 수도 부에노스아이레스에서 열릴 예정이었던 세계 박람회이자 인정 박람회였다. 남아메리카에서 최초로 개최될 예정이었으며, "과학, 혁신, 예술 및 인간개발을 위한 창조성. 디지털 컨버전스의 창조 산업 (Science, Innovation, Art and Creativity for Human Development. Creative Industries in Digital Convergence)"이라는 주제로 할 계획이었다.

## 개최지 결정과 취소
2016년 6월 15일에 입후보한 도시는 아르헨티나의 부에노스아이레스, 폴란드의 우치, 미국의 미니애폴리스이다. 결국 2017년 11월 15일에 아르헨티나의 부에노스아이레스로 개최가 결정되었다. 그러나 아르헨티나 정부는 2020년 10월에 공개된 공식 성명을 통해 코로나19 범유행과 그에 따른 금융 위기의 여파로 인하여 2023년 세계 박람회 개최를 취소하기로 결정했다.